# مارک الیس (وکیل)
مارک استیون الیس (زاده ۱۹ آوریل ۱۹۵۷) یک کارشناس بین‌المللی حقوق جزا و مدیر اجرایی فعلی کانون وکلای بین‌المللی (IBA) است. الیس رئیس فعلی هیئت مشورتی سازمان ملل متحد در مورد موضوعات مربوط به مشاور دفاعی مکانیسم دادگاه‌های بین‌المللی جنایی است.
از سال ۱۹۸۹ تا ۲۰۰۰، الیس مدیر اجرایی کانون وکلای دادگستری آمریکا و طرح حقوقی اروپای مرکزی و اوراسیا (CEELI) بود.
از سال ۱۹۹۹ تا ۲۰۰۰، الیس به عنوان مشاور حقوقی کمیسیون مستقل بین‌المللی در مورد کوزوو، به ریاست دادگستری ریچارد جی گلدستون عمل کرد و توسط سازمان امنیت و همکاری اروپا به منظور مشاوره در مورد ایجاد دادگاه جنایات جنگ صربستان منصوب شد. وی درگیر محاکمه صدام حسین بود و همچنین به عنوان مشاور حقوقی تیم دفاع نون چا در دادگاه جنایات جنگ کامبوج فعالیت داشت. در سال ۲۰۱۳، الیس در لیست دستیاران مشاور دیوان کیفری بین‌المللی پذیرفته شد.
وی استاد سابق دانشگاه کاتولیک آمریکا، دانشکده حقوق کلمبوس، واشینگتن، دی سی و استاد کنونی فعلی در دانشکده حقوق دانشگاه ایالتی فلوریدا، است.

## پیشینه و آموزش
الیس متولد واشینگتن دی سی است. وی دارای لیسانس اقتصاد (۱۹۷۹) و مدرک لیسانس حقوق از دانشگاه ایالتی فلوریدا است. در سال ۲۰۱۰، الیس دکترای حقوق بین‌الملل خود را از دانشگاه کینگز لندن دریافت کرد.

## حرفه

### شغل به عنوان وکیل
بین سالهای ۱۹۸۴ و ۱۹۸۶، الیس به عنوان وکیل مشغول به کار شد و در آنجا به عنوان وکالت در امور مربوط به امور اداری و دولتی، حقوق بین‌الملل، قانون مالیات فعالیت کرد. از سال ۱۹۸۸ تا ۱۹۹۰، الیس در واشینگتن به عنوان وکیل در کلیمان و گورلی مشغول به کار شد و در آنجا در زمینه تجارت بین‌المللی، سرمایه‌گذاری مستقیم خارجی و مقررات ضد دامپینگ آمریکا تخصص داشت. وی نماینده آژانس اطلاعات ایالات متحده در مورد سه برنامه جداگانه در اروپای مرکزی و شرقی در مورد تدوین سیاست‌های جدید سرمایه‌گذاری بود.

## مشاور ارشد خدمات مشاوره ای در زمینه سرمایه‌گذاری خارجی (FIAS) بانک جهانی
از سال ۱۹۸۵ تا ۲۰۰۰، الیس به عنوان مشاور ارشد خدمات مشاوره سرمایه‌گذاری خارجی (FIAS) گروه بانک جهانی فعالیت داشت. در آن نقش، او به فضای قانونی سرمایه‌گذاری‌های خارجی در کشورهای FSFR و بالکان تمرکز کرده و به دولت‌های اروپای مرکزی و شرقی در زمینه پیش نویس قوانین سرمایه‌گذاری خود مشاوره داده‌است.

## مدیر اجرایی انجمن بین‌المللی وکلا (IBA)
در سال ۲۰۰۰، الیس مدیر اجرایی کانون وکلای بین‌المللی، بزرگترین سازمان بین‌المللی کانون وکلا و وکلای منفرد، تشکیل شده از ۲۰۳ کانون وکلا و ۸۰٬۰۰۰ عضو جداگانه از ۱۹۴ کشور جهان شد. از زمان الیس مدیر اجرایی، کانون وکلای بین‌المللی در محدوده جغرافیایی گسترش یافته و دفاتر جدید منطقه ای را در آمریکای لاتین، آسیا، خاورمیانه و لاهه گشود.
الیس همچنین با همکاری با تاواندا موتاسه مسئول ایجاد مرکز دادخواهی آفریقای جنوبی (SALC) بود. SALC یک پروژه مشترک IBAHRI و ابتکار جامعه باز برای آفریقای جنوبی (OSISA) است و در سه زمینه اصلی متمرکز است: حمایت از پرونده‌های حقوق بشر، مشاوره در منطقه آفریقای جنوبی و آموزش حقوق بشر و قانون مسائل حقوق این مرکز در ژوهانسبورگ مستقر است و در آنگولا، بوتسوانا، جمهوری دموکراتیک کنگو، لسوتو، مالاوی، موزامبیک، نامیبیا، سوازیلند، زامبیا و زیمبابوه فعالیت می‌کند.
در جریان تشکیل محکمه عالی کیفری عراق که صدام حسین را محاکمه کرده بود، الیس ابتکاری را برای آموزش و مشاوره به قاضیان و دادستان‌های دیوان، با پشتیبانی وزارت امور خارجه بریتانیا (FCO) ایجاد کرد.
الیس کنسرسیوم بین‌المللی کمکهای حقوقی (ILAC) را که مقر آن در استکهلم است مستقر کرد. ILAC ارزیابی‌های اولیه دربارهٔ آنچه برای بازسازی سیستم‌های عدالت قابل اجرا در کشورهای پس از درگیری لازم است، ارائه می‌دهد.
علاوه بر این، الیس ایجاد عینی و شاهد را به قساوتها، یک برنامه تلفن همراه با استفاده از شواهد تصویری از جرایم بین‌المللی در یک دادگستری آغاز کرد. پروژه EyeWitness از رسانه‌های اجتماعی برای مستندسازی جرایم به روشی مطمئن و قابل اثبات استفاده می‌کند. این برنامه با استفاده از شواهد فوق‌العاده، از جمله مقادیر هش عکسها، فیلم‌ها و ضبط‌های صوتی، چالش‌های اثبات شده در استفاده از شواهد عکاسی را نشان می‌دهد. از مقدار پیکسل می‌توان برای تأیید صحت عدم تغییر ویرایش فیلم استفاده کرد. اطلاعات دریافت شده توسط یک تیم متخصص بررسی می‌شود، که سپس به دنبال اطمینان از استفاده از داده‌ها برای پیگرد قانونی مجرمین جرایم بین‌المللی هستند.

## مدیر اجرایی، کانون وکلا در آمریکا (ABA) طرح حقوقی اروپای مرکزی و اوراسیا (CEELI)
در سال ۱۹۸۹، الیس به عنوان اولین مدیر اجرایی کانون وکلا در آمریکای اروپای مرکزی و ابتکار حقوق اوراسیا (CEELI)، از سال ۲۰۰۷ بخشی از ابتکار حاکمیت قانون ABA شد. CEELI پس از سقوط دیوار برلین و با هدف ارائه کمک‌های فنی بین‌المللی به کشورهایی در اروپا و اوراسیا ایجاد شد. هنگامی که دادگاه بین‌المللی جنایی برای یوگسلاوی سابق (ICTY) اولین محاکمه خود را انجام داد، الیس برنامه کمک را برای تیم دفاعی آغاز و نظارت کرد. بعداً الیس توسط دیوان به عنوان عضو هیئت مشاوره انضباطی در شورای دفاع برای ICTY و ICTR منصوب شد. وی بعداً رئیس ائتلاف عدالت بین‌المللی (CIJ) شد.

## مشاور حقوقی کمیسیون مستقل بین‌المللی در مورد کوزوو
کمیسیون مستقل بین‌المللی کوزوو (IICK) به ریاست ریچارد گلدستون، کمیسیونی بود که در اوت ۱۹۹۹ پس از جنگ کوزوو ایجاد شد. الیس به عنوان مشاور حقوقی به آن پیوست و به کمیسیون دوازده عضو در بررسی تحولات کلیدی قبل، حین و بعد از جنگ کوزوو، از جمله نقض منظم حقوق بشر در منطقه، کمک کرد.
ارزیابی کمیسیون در مورد بمباران ناتو یوگسلاوی این بود که «غیرقانونی اما موجه» است. استدلال کرد که ناتو از طرف شورای امنیت سازمان ملل مجاز نبود، اما این مداخله برای جمعیت کوزوو سودمند بود که در معرض خطر مستقیم سرکوب‌های دولت بود. با این حال، این کمیسیون از نیروی کوزوو و مأموریت مدیریت موقت سازمان ملل متحد در کوزوو (UNMIK) به دلیل عدم محافظت از اقلیت‌ها در کوزوو و اجازه «پاک سازی قومی معکوس» انتقاد کرد. این کمیسیون اظهار داشت که KFOR توانایی جلوگیری از خشونت علیه اقلیت‌های قومی را ندارد و ارتش آزادسازی کوزوو (KLA) و سایر آلبانیایی‌ها پس از برقراری حضور بین‌المللی در کوزوو، قفقاز را پاکسازی کرد.

## فعالیتهای دانشگاهی
الیس دو بورس تحصیلی فولبرایت را در مؤسسه اقتصادی زاگرب، کرواسی دریافت کرد. از سال ۱۹۹۳ تا ۱۹۹۷، الیس استاد کمکی در دانشگاه کاتولیک آمریکا، دانشکده حقوق کلمب بود. در سال ۲۰۱۰، الیس به عنوان استاد کمکی در دانشکده حقوق دانشگاه ایالتی فلوریدا جایی که او به تدریس دوره ای در زمینه حقوق بین‌الملل حقوق بشری را بر عهده داشت، منصوب شد.
وی در سال ۲۰۱۵، سخنرانی لاوترپاشت را در دانشگاه کمبریج و در همان سال، سخنرانی برجسته حقوقدانان را در دانشکده حقوق مک گوره (۲۰۱۵) ارایه داد. الیس عضو هیئت تحریریه مجله لاهه در مورد حاکمیت قانون و مجله قانون و سیاست امنیت ملی است.

## انتشارات
الیس چندین کتاب با محوریت حقوق بین‌الملل کیفری و حقوق بشر را نوشت، یا ویرایش کرد، از جمله:
عدالت و دیپلماسی: حل تضادها در عمل دیپلماتیک و حقوق بین‌الملل بشردوستانه ، انتشارات دانشگاه کمبریج، (نویسنده و سردبیر با ایو دوتریاکس و تیم ریبک)، (۲۰۱۸).
دادگاه بین‌المللی کیفری در یک سیستم عدالت جهانی مؤثر ، انتشارات ادوارد الگار، (همکاری با استاد لیندا کارتر و استاد چارلز جالوه)، (۲۰۱۶).
حاکمیت و عدالت: ایجاد دادگاه‌های جنایات جنگ داخلی در اصل اصل کمال، کمبریج محققان، (نویسنده)، (۲۰۱۴).
حقوق اسلامی و حقوق بین‌الملل حقوق بشر، آکسفورد پرس، (هماهنگ‌کننده / نویسنده با دکتر آنور آمون و آقای بن گلان)، (۲۰۱۲).
دادگاه بین‌المللی کیفری - سیاست جهانی و تلاش برای عدالت، (هماهنگ‌کننده با دادگستری ریچارد گلدستون)، (۲۰۰۸).
تجارت با جنبه‌های اقتصادی و حقوقی یوگسلاوی ، انتشارات لوبلانا، (هماهنگ‌کننده / نویسنده)، (۱۹۸۶).
وی همچنین درمورد کتابها، مقالات در مجلات دانشگاهی، بررسی کتاب و مقالات مربوط به سیاست در درجه اول در زمینه حقوق بین‌الملل کیفری و حقوق بین‌الملل حقوق بشر مشارکت کرده‌است و سرمقاله‌هایی را در نیویورک تایمز، واشینگتن پست، لندن تایمز و هافینگتون پست.
اخیراً الیس مقاله ای را با عنوان «بحران رو به رشد با دادگاه بین‌المللی جنایی» در JURIST منتشر کرد، که در آن او یک نویسنده مهمان است.

## جوایز
در سال ۱۹۹۸، الیس جوایز نظم جهانی انجمن حقوقدانان آمریکا را دریافت کرد. در سال ۲۰۱۰، وی توسط مجله وکیل به عنوان یکی از ۱۰۰ وکیل برتر انگلیس شناخته شد. وی دریافت کننده جایزه فارغ التحصیلان برجسته دانشگاه ایالتی فلوریدا (۲۰۱۳) و جایزه مشعل سنا دانشکده (۲۰۱۴) است.
در سال ۲۰۱۹، به الیس به دلیل تعهد خود در پیشبرد حاکمیت قانون در کشورهای متضرر و شکننده، عضویت ILF Lifetime اعطا شد.

## فعالیت‌های دیگر مربوط به حقوق جزا بین‌المللی و حاکمیت قانون
در سال ۲۰۰۶، الیس به عضویت هیئت مشاوره در دفاع از دادگاه بین‌المللی جنایی یوگسلاوی سابق (ICTY) و دادگاه بین‌المللی جنایی برای رواندا (ICTR) درآمد.
در سال ۲۰۱۳، او در لیست دستیاران مشاور دادگاه بین‌المللی کیفری پذیرفته شد.
وی عضو شورای مشورتی ابتکار جنایات علیه بشریت، پروژه ای از انستیتوی حقوق جهانی ویتنی آر هریس در دانشکده حقوق دانشگاه واشینگتن در سنت لوئیس برای تأسیس اولین معاهده جهان در زمینه مجازات جنایات علیه بشریت است.